# Xavier Nairne
Xavier Nairne (2 de octubre de 2000) es un deportista de Jamaica que compite en atletismo. Ganó una medalla de plata en el Campeonato Mundial de Atletismo Sub-20 de 2018, en la prueba de 4 × 100 m.